# Maria Lucia Cattani
Maria Lucia Cattani foi uma artista plástica brasileira, professora titular da Universidade Federal do Rio Grande do Sul. Atuou especialmente na área de gravura, livro de artista, pintura, vídeo  e instalação. Seu trabalho tinha forte relação com a escrita. Seus trabalhos encontram-se em instituições em diversos países, entre eles Brasil, Japão e Islândia. Faleceu aos 56 anos em decorrência de um câncer. Seu velório foi em Garibaldi, sua cidade natal.
Em 2019 o Departamento de Difusão Cultural da UFRGS inaugurou um espaço de exposições em sua homenagem, a Galeria Maria Lucia Cattani, situada no saguão da Reitoria da UFRGS.

## Exposições individuais
- 2009 - Pinturas e Múltiplos, Galeria Gestual, Porto Alegre, RS.
- 2008 - Quadrantes-Quadrants, Camberwell College of Arts Library, Chelsea College of Art and Design Library, London College of Communication Library, Londres, UK e Biblioteca do Instituto de Artes da UFRGS, Porto Alegre, Brasil.
- 2005 - Galeria Gestual, Porto Alegre, RS. / 4 cantos do mundo, Studio Clio, Porto Alegre, RS.
- 2003 - Museu do Trabalho, Porto Alegre, RS.
- 2002 - Fundação Cultural de Criciúma, Santa Catarina, SC.
- 2001 - Memorial de Curitiba, Curitiba, PR.
- 2000 - Obra Aberta, Porto Alegre, RS. Sete dias - one week, Pinacoteca da Feevale, Novo Hamburgo, RS.
- 1999 - Por volta do branco, instalação no Torreão, Porto Alegre, RS.
- 1998 - Department of Fine Arts, University of Reading, Reading, Inglaterra.
- 1997 - Espaço Cultural Banco do Brasil, Bruxelas, Bélgica.
- 1994 - Centro Cultural Aplub, Porto Alegre, RS.
- 1992 - Parque Lage, sala Imagem Gráfica, Rio de Janeiro. Universidade Estadual do Rio de Janeiro, Rio de Janeiro.
- 1991 - Galeria Anna Maria Niemeyer, Rio de Janeiro.
- 1988 - Galeria Arte&Fato, Porto Alegre, RS.
- 1985 - Galeria Macunaíma, Rio de Janeiro.[10]

## Exposições coletivas
- 2010 - elle@pompidou, Centro Pompidou, Paris, França 2009/2010.
- 2009 - 7ª Bienal do Mercosul, Museu de Arte do Rio Grande do Sul, Porto Alegre, RS. / Pontos de contato – points of contact, Pinacoteca Barão de Santo Ângelo, Instituto de Artes, UFRGS, Porto Alegre, RS e Triangle Space, Chelsea College of Art and Design, Londres, UK. / Dentro do Traço, Mesmo, Fundação Iberê Camargo, Porto Alegre, RS. / Mestres da gravura na BM&FBOVESPA - Matrizes e Gravuras da Biblioteca José e Guita Mindlin, Espaço Cultural BOVESPA, São Paulo.
- 2008 - Mestiçagens na Arte Contemporânea, Museu de Arte do Rio Grande do Sul, Porto Alegre, RS. / Brazilian Video Art, Lakeside Theatre, University of Essex Collection of Latin American Art, Colchester, Inglaterra. / A book for a lifetime, Goethe-Institute, ARTSPACE, Nicosia, Chipre.
- 2005 - 5ª Bienal do Mercosul, Porto Alegre, RS.
- 2004 - Impressões - Panorama da xilogravura brasileira, Santander Cultural, Porto Alegre, RS. / Heterodoxia, Museu de Arte de Santa Catarina, Florianópolis, SC. / 1+1+1, Museu da Gravura Brasileira, Bagé, RS. / 29º SARP - Salão de Arte de Ribeirão Preto Nacional-Contemporâneo, Museu de Arte de Ribeirão Preto, SP.
- 2003 - 6º Prêmio Revelação da Artes Plásticas de Americana, Museu de Arte Contemporânea de Americana, SP. / 1+1+1, Galeria Gestual, Porto Alegre, RS.
- 2002 - Grandes Formatos, Museu de Arte do Rio Grande do Sul, Porto Alegre, RS. / Nagasawa Artists 1997-2001: Challenging Japanese Woodblock Printmaking Skydoor Art Place Aoyama, Shibuya-ku, Tokyo. Japão. / Forest, Winchester Gallery, Winchester, Inglaterra. / Vide o vídeo, Arquivo Bruscky, Cinemateca de Curitiba, PR.
- 2001 - APIC!, texto conjunto com Nick Rands na publicação do Panorama da Arte Brasileira 2001, Museu de Arte Moderna de São Paulo.
- 2000 - Projeto Acervo 80/90, Museu de Arte do Rio Grande do Sul, Porto Alegre. / Artistas contemporâneos no acervo municipal, Galeria Iberê Camargo, Porto Alegre, RS. / Macunaíma - Reflexões, Galerias da FUNARTE, Rio de Janeiro. / Filmes de artista e vídeo arte, Cineteatro Arraial, Recife.
- 1999 - Rio Mostra Gravura - Porto Alegre, Gravura, IAB, Rio de Janeiro. / Rio Mostra Gravura - Coleção Mônica /George Kornis, Espaço Cultural dos Correios, Rio de Janeiro. / Singular no Plural, Pinacoteca do Instituto de Artes da UFRGS, Porto Alegre.
- 1998 - Coletiva no Frans Masereel Centre, Kasterlee, Bélgica.
- 1997 - Repetition, Winchester Gallery, Winchester, Inglaterra. / Nuova Icona, Venice, Itália.
- 1996 - Grabado Contemporaneo Brasil - Sur. Museo Nacional del Grabado, Buenos Aires, Argentina.
- 1994 - Diálogos, Edel Trade Center, Porto Alegre, RS.
- 1993 - Arte Sul 93, Museu de Arte do Rio Grande do Sul, Porto Alegre, RS. / REPETERE, Solar dos Câmaras, Porto Alegre, RS. / O olhar contemporâneo, Museu de Arte Contemporânea, Porto Alegre, RS.
- 1992 - Gesto e Construção, Museu de Arte Contemporânea, Porto Alegre, RS. / X Mostra de Gravura Cidade de Curitiba/Mostra América, artista convidada. Curitiba, PR.
- 1991 - Jovem Gravura Brasileira, Museu de Arte Brasileira, Fundação Armando Álvares Penteado, São Paulo, SP.
- 1990 - Premio Internazionale Biella per l’incisione, Biella, Itália. / One of a Kind, Sigma Gallery, New York, USA; Stamford Museum, Connecticut, USA.
- 1989 - 4th International Biennial Print Exhibit, Taiwan, Rep da China.
- 1988 - VIII Bienal del Grabado Latinoamericano, Porto Rico. / X Salão Nacional de Artes Plásticas, FUNARTE, Rio de Janeiro (prêmio aquisição).
- 1985 - VIII Salão Nacional de Arte Plásticas, Museu de Arte Moderna, Rio de Janeiro.[10]

## Residências de Artista
- 2001 - Nagasawa Art Park Artist-in-Residence, Tsuna town, Japão.
- 1997 - Frans Masereel Centre, Kasterlee, Bélgica.[10]

## Coleções
- MNBA – Museu Nacional de Belas Artes – Rio de Janeiro, Brasil.
- Bibliothèque Kandinsky, Centre Georges Pompidou, Paris, França.
- British Library, Londres, UK.
- Tate Library Artists' Books Collection, Londres, UK
- London College of Communication Library - Artists’ Books Collection, Londres, UK.
- Chelsea College of Art & Design Library - Artists’ Books Collection, Londres, UK
- Camberwell College of Arts Library - Artists’ Books Collection, Londres, UK
- MAM - Museu de Arte Moderna , Rio de Janeiro, Brasil.
- MARGS - Museu de Arte do Rio Grande do Sul, Porto Alegre, Brasil.
- MAC - Museu de Arte Contemporânea, Porto Alegre, Brasil.
- The University of Reading Collection, Department of Fine Arts, Reading, Inglaterra.
- Centro Cultural APLUB, Porto Alegre, RS, Brasil.
- Pinacoteca do Instituto de Artes da Universidade Federal do Rio Grande do Sul, Porto Alegre, RS, Brasil.
- Coleção Aldo Locatelli, Porto Alegre, Brasil.
- Biblioteca Nacional e Universitária da Islândia, Reykjavik, Islândia.
- Centro Comunitário Umihira-no-sato, Awaji City, Japão.
- Galeria Regional de Devonport, Devonport, Tasmânia, Austrália.[10]

## Prêmios
- 2005 - Contemplada com o patrocínio FUMPROARTE de Porto Alegre, RS para realização do projeto 4 cantos do mundo.
- 2002 - Salão Nacional de Arte de Goiás, Prêmio Flamboyant, Goiânia, Brasil.
- 1988 - Prêmio aquisição no X Salão Nacional de Artes Plásticas, FUNARTE, Rio de Janeiro, Brasil.
- 1987 - Revelação em gravura, Lei Sarney, Porto Alegre, RS, Brasil.
- 1984 - Salão de Santa Maria, Prêmio Prefeitura Municipal, Universidade Federal de Santa Maria, Santa Maria, RS, Brasil.
- 1983 - Salão do Jovem Artista, Centro Municipal de Cultura, Porto Alegre, RS, Brasil.